# (7660) Alexanderwilson
(7660) Alexanderwilson est un astéroïde de la ceinture principale, de la famille de Hungaria.

## Description
(7660) Alexanderwilson est un astéroïde de la ceinture principale, de la famille de Hungaria. Il présente une orbite caractérisée par un demi-grand axe de 1,91 UA, une excentricité de 0,14 et une inclinaison de 23,1° par rapport à l'écliptique.